# Norr om Rio Grande
Norr om Rio Grande är en amerikansk westernfilm från 1949 i regi av Raoul Walsh. Walsh hade tidigare filmat samma historia som gangsterdramat Sierra 1941 där Humphrey Bogart gjorde huvudrollen. Förutom att filmen nu utspelas i westernmiljö skiljer sig även handlingen åt på vissa andra sätt.

## Handling
Wes McQueen lyckas rymma från fängelse i Colorado. Av tacksamhetsskuld till en gammal vän beslutar han sig för att delta i ett tågrån, även om han inte litar på någon av de övriga inblandade.

## Rollista
- Joel McCrea - Wes McQueen
- Virginia Mayo - Colorado Carson
- Dorothy Malone - Julie Ann Winslow
- Henry Hull - Fred Winslow
- John Archer - Reno Blake
- James Mitchell - Duke Harris
- Morris Ankrum - sheriff
- Basil Ruysdael - Dave Rickard
- Frank Puglia - broder Thomas
- Ian Wolfe - Homer Wallace